# Betula szaferi
Betula szaferi er en art i Birke-familien. Den var endemisk til Polen, der er ingen vilde populationer kendt i øjeblikket , men der er en plantet i Ogród Botaniczny Uniwersytetu Jagiellońskiego (Kraków Botaniske Have).
Herbarieeksemplaret blev fundet i 1968 i bjergområdet Beskid Wyspowy i Vestlige Karpater, hvor nogle få planter voksede et samfund af birkearter og -underarter, i 720 m.o.h. Arten formodes at være den ene af forældrene til hybriden Betula x oycoviensis.